# Sweltsa pacifica
Sweltsa pacifica is een steenvlieg uit de familie groene steenvliegen (Chloroperlidae). De wetenschappelijke naam van de soort is voor het eerst geldig gepubliceerd in 1895 door Banks.